# Левинсон, Ричард
Ричард Лейтон Левинсон (англ. Richard Levinson; 7 августа 1934, Филадельфия, Пенсильвания — 12 марта 1987, Лос-Анджелес, Калифорния) — американский сценарист и продюсер, который часто работал в сотрудничестве с Уильямом Линком.

## Жизнь и карьера
Левинсон родился в Филадельфии, штат Пенсильвания. Имел еврейское происхождение. Учился в Пенсильванском университете, в 1956 году получил степень бакалавра экономики. С 1957 по 1958 год служил в Армии США. В 1969 году женился на актрисе Розанне Хаффман.
Дружба Ричарда Левинсона с Уильямом Линком завязалась в1946 году, в первый день в средней школе. Оба были горячими поклонниками произведений Эллери Куина и получали удовольствие от умственных головоломок и загадок, что предопределило характер их дальнейшего творчества.
Первыми работами соавторов стали пьесы для радио, затем — сценарии для телевидения. Левинсон и Линк писали, иногда и продюсировали, детективные сериалы «Коломбо», «Мэнникс», «Эллери Куин», «Она написала убийство» (в соавторстве с Питером Фишером) и Scene of the Crime, а также телефильмы The Gun, My Sweet Charlie, That Certain Summer, The Judge and Jake Wyler, The Execution of Private Slovik, Charlie Cobb: A Nice Night for a Hanging, Rehearsal for Murder, Guilty Conscience и недолго продлившийся сериал Blacke's Magic. Своей заслугой сценаристы считали созданием «умных», а не жестоких произведений.
Общими усилиями были созданы сценарии для двух художественных фильмов: The Hindenburg (1975) и Rollercoaster (1977), а также бродвейский спектакль Merlin с Дугом Хеннингом в заглавной роли.
Иногда Левинскон и Линк использовали псевдоним «Тед Лейтон», например, в телефильме Ellery Queen: Do not Look Behind You, где их текст был существенно переписан другими сценаристами, и в сериале «Коломбо», где основная история перекладывалась в сценарий также другими авторами. Впервые этот псевдоним появился в 1959 году, обозначив авторство коротких рассказов, опубликованных в журнале Alfred Hitchcock's Mystery Magazine, так как в журнале уже были произведения, опубликованные под собственными именами Левинсона и Линка. Также псевдоним использовался  для сценария последнего фильма Стива Маккуина «Охотник». Примечательно, что Лейтон — второе имя Левинсона.
В 1979 году Левинсон и Линк получили специальную награду Премии Эдгара Аллана По от Ассоциации детективных писателей США за работу над сериалами «Эллери Куин» и «Коломбо». В 1980-х годах они трижды становились обладателями этой премии в номинации «Лучший эпизод телесериала», а в 1989 году им была вручена Премия Эллери Куина за выдающиеся заслуги в детективном жанре. В ноябре 1995 года Левинсон и Линк были избраны в Зал славы Академии телевидения.

## Смерть
Левинсон умер от сердечного приступа в своем доме в Брентвуде 12 марта 1987 года. Похоронен на кладбище Мемориального парка Вествуд-Виллидж.
В память о Левинсоне Линк написал сценарий для телевизионного фильма 1991 года «The Boys», в котором снимались Джеймс Вудс и Джон Литгоу.